# سورة الكافرون
سُورَةُ الكَافِرُون هي سورة مكية من مُفَصَّل القرآن، آياتها ستٌّ وترتيبها في المصحف تسعةٌ ومئة بعد سورة الكوثر وقبل سورة النصر، في الجزء الثلاثين، نزلت بعد سورة الماعون. وهي السورة الثامنة عشرة في عداد نزول السور. تتحدث السورة عن البراءة من الكافرين ومما يعبدون، وفيها تأييس الكافرين من أن يوافقهم النبي في شيءٍ مما هم عليه من الكفر سواءٌ كان في الزمن الحالي وقت نزول السورة أو في الزمن المستقبلي، وفيها أن دين الإسلام لا يخالطه شيءٌ من الشرك. وذلك بعدما جاء جماعة من صناديد قريش منهم الوليد بن المغيرة والعاص بن وائل السهمي والأسود بن المطلب وأمية بن خلف إلى النبي يعرضون عليه أن يعبدوا ما يعبد ويعبد ما عبدوا فقالوا: يَا مُحَمَّدُ، هَلُمَّ فَلْنَعْبُدْ مَا تَعْبُدُ، وَتَعْبُدُ مَا نَعْبُدُ، وَنَشْتَرِكُ نَحْنُ وَأَنْتَ فِي أَمْرِنَا كُلِّهِ، فنزلت السورة.
لها عدة أسماء جاءت في الآثار ومما أطلق عليها العلماء، وتسميتُها في المصاحف وكتب التفسير «سُورَةُ الْكافِرُونَ». في الكشاف وتفسير ابن عطية وحرز الأماني بـ"سورة الكافرين" بياء الخفض، وعنَّونها البخاري في كتاب التفسير من صحيحه بسورة "قل يا أيها الكافرون". وذكر الزمخشري في «الكشاف»: أنها وسورة الإخلاص تسميان المقشقشتين، ومن أسمائها أيضًا «سُورَةُ العبادة» و«سُورَةُ الدين» و«سُورَةُ الإخلاص». لا اختلافَ في القراءات العشر للسورة، إلا في كلمتي «وَلِيَ دِينِ»، قرأ حفص عن عاصم ونافع وهشام والبزي بِخُلْفٍ عنه بفتح الياء من "وَلِيَ دِينِ" وأسكنها الباقون من القراء.
لها العديد من الفضائل، فقد ورد العديد من الأحاديث النبوية في فضل سورة الكافرون أن قراءتها براءة من الشرك، ووردت بعض الروايات أنها تعدل ربع القرآن، كان النبي يخصصها بالقراءة مع سورة الإخلاص في بعض السنن النوافل مثل ركعتي الطواف، وركعتي سنة الفجر، وركعتي سنة المغرب. كما أوصى النبي لأحد الصحابة أن يقرأها إذا أوى إلى فراشه.

## نص السورة
نص سورة الكافرون برواية حفص لقراءة عاصم:
بدأت السورة بفعل أمر ﴿قُلْ يَا أَيُّهَا الْكَافِرُونَ ۝١﴾ [الكافرون:1]، ولم يُذكر فيها لفظ الجلالة، لا اختلافَ في القراءات العشر للسورة، إلا في كلمتي «وَلِيَ دِينِ»، قرأ حفص عن عاصم ونافع وهشام والبزي بِخُلْفٍ عنه بفتح الياء من "وَلِيَ" من قوله تعالى ﴿لَكُمْ دِينُكُمْ وَلِيَ دِينِ ۝٦﴾ [الكافرون:6] وأسكنها الباقون من القراء وهو الوجه الثاني للبزي. ذكرَ النحاس أن مَن فتح الياء في قوله ﴿وَلِيَ﴾ قال: «هي اسم فكرهت أن أخل به». وقال ابن خالويه «فلأن الاسمَ الياءُ واتصلتْ بحرفٍ واحدٍ ففُتحتْ تكثيراً للكلمة»، وقرأ الجمهور (دِينِ) بدون ياء بعد النون وقْفًا ووَصْلًا على أن ياء المتكلم محذوفة للتخفيف مع بقاء الكسرة على النون. وقرأه يعقوب بإثبات الياء في الوصل والوقف. وقالوا لأنها اسم فلا تُحذف. وقالوا أن حذفها لرعايةِ الفواصلِ سائغ وإن كانتِ اسما.

### تعدادها
عدد آيات سورة الكافرون ست آيات، في جميع مدارس عدد الآيات ليس فيها اختلاف. أما عدد كلماتها فست وعشرون كلمة. واختلفوا في حروفها على قولين: الأول قول أبي عمرو الداني أربعة وتسعون حرفًا، والثاني قول الخطيب الشربيني أربعة وسبعون حرفًا، فقال: «وهي ست آيات وست عشرون كلمة وأربعة وسبعون حرفًا». وعدد حروفها المرسومة في المصحف العثماني 95 حرفًا.

## زمن النزول
هي سورة مكية في قول ابن مسعود والحسن وعكرمة، وذهبَ قتادة والضحاك وابن عباس إلى أنها مدنية. قالَ ابن عطية الأندلسي: «وهي مكية إجماعًا»، وقالَ محمد الطاهر بن عاشور «وهي مكية بالاتفاق في حكاية ابن عطية وابن كثير، وروي عن ابن الزبير أنها مدنية.»، وهي السورة الثامنة عشرة في عداد نزول السور، نزلت بعد سورة الماعون وقبل سورة الفيل.

## سبب النزول

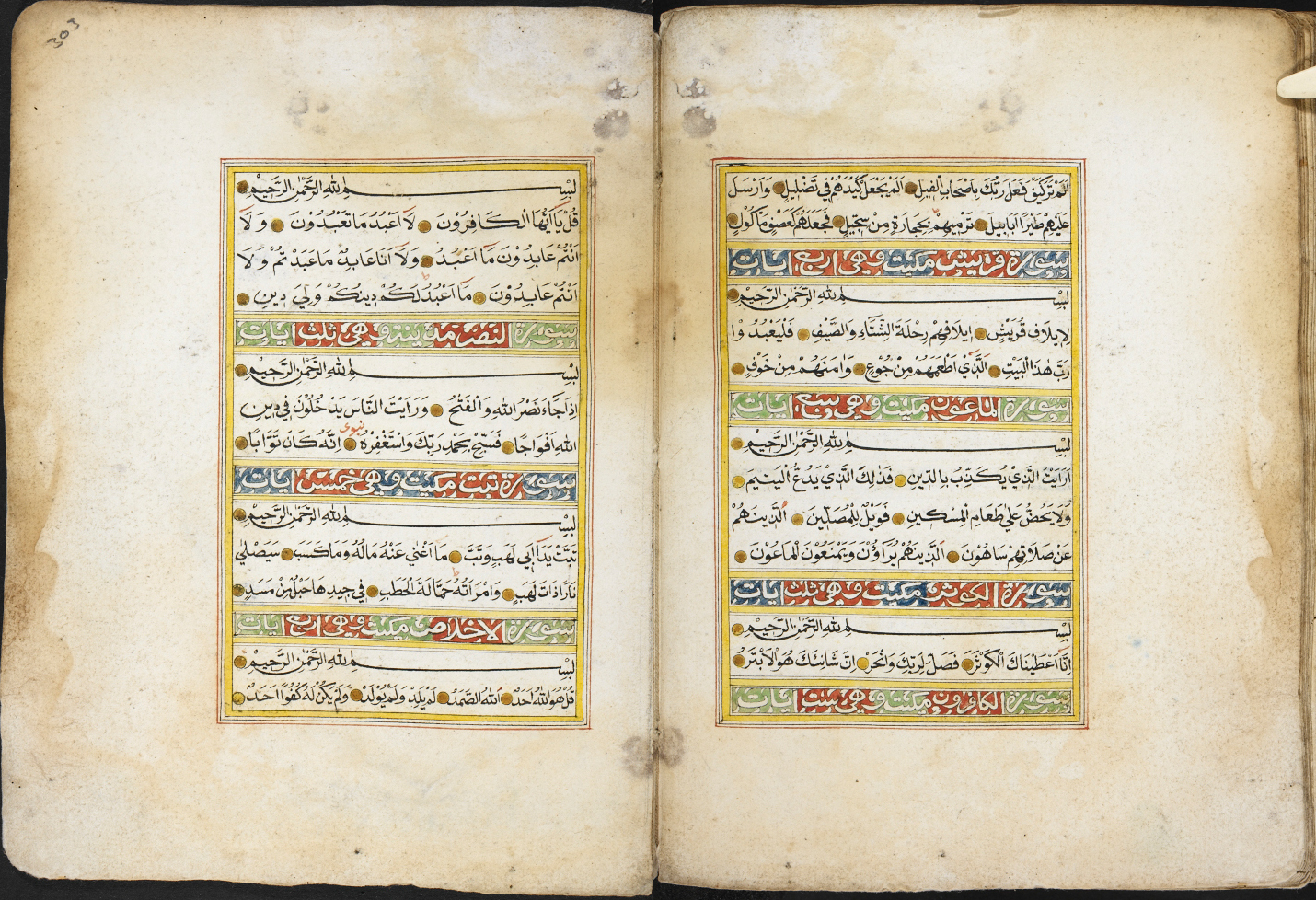
سورة الكافرون من مخطوطة الملايو تعود إلى عصر مملكة فطاني في النصف الثاني من القرن التاسع عشر. محفوطة ضمن المخطوطات الشرقية في المكتبة البريطانية.

ذكر ابن إسحاق عن عبد الله بن عباس أن الوليد بن المغيرة والعاص بن وائل السهمي والأسود بن المطلب وأمية بن خلف في جماعة آخرين من صناديد قريش وساداتهم أتوا النبي فقالوا له: يَا مُحَمَّدُ، هَلُمَّ فَلْنَعْبُدْ مَا تَعْبُدُ، وَتَعْبُدُ مَا نَعْبُدُ، وَنَشْتَرِكُ نَحْنُ وَأَنْتَ فِي أَمْرِنَا كُلِّهِ، فَإِنْ كَانَ الَّذِي جِئْتَ بِهِ خَيْرًا مِمَّا بِأَيْدِينَا، كُنَّا قَدْ شَارَكْنَاكَ فِيهِ، وَأَخَذْنَا بِحَظِّنَا مِنْهُ. وَإِنْ كَانَ الَّذِي بِأَيْدِينَا خَيْرًا مِمَّا بِيَدِكَ، كُنْتَ قَدْ شَرِكْتَنَا فِي أَمْرِنَا، وَأَخَذْتَ بِحَظِّكَ مِنْهُ. فنزلت السورة.
وعن ابن عباس: أن قريشًا وعدوا رسول الله ﷺ أن يعطوه مالًا فيكون أغنى رجل بمكة، ويزّوجوه ما أراد من النساء، ويطئوا عقبه، فقالوا له: هذا لك عندنا يا محمد، وكفّ عن شتم آلهتنا، فلا تذكرها بسوء، فإن لم تفعل فإنا نعرض عليك خصلة واحدة، فهي لك ولنا فيها صلاح. قال: ما هي؟ قالوا: تعبد آلهتنا سنة: اللات والعزى، ونعبد إلهك سنة، قال: حتى أنْظُرَ ما يأْتي مِنْ عِنْدِ رَبّي. فجاء الوحي من اللوح المحفوظ: ﴿قُلْ يَا أَيُّهَا الْكَافِرُونَ ۝١﴾ [الكافرون:1] السورة، وأنزل الله: ﴿قُلْ أَفَغَيْرَ اللَّهِ تَأْمُرُونِّي أَعْبُدُ أَيُّهَا الْجَاهِلُونَ﴾... إلى قوله: ﴿فَاعْبُدْ وَكُنْ مِنَ الشَّاكِرِينَ﴾.
وأخرج عبد الرزاق وابن المنذر عن وهب قال: قالت قريش للنبي ﷺ: إن سرك أن نتبعك عامًا وترجع إلى ديننا عامًا، فأنزل الله: ﴿قُلْ يَا أَيُّهَا الْكَافِرُونَ ۝١﴾ [الكافرون:1] إلى آخر السورة. وأخرج عبد بن حميد، وابن المنذر، وابن مردويه عن ابن عباس: أن قريشًا قالت: لو استلمت آلهتنا لعبدنا إلهك، فأنزل الله: ﴿قُلْ يَا أَيُّهَا الْكَافِرُونَ ۝١﴾ [الكافرون:1]. وقال أبو صالح عن ابن عباس: أنهم قالوا لرسول الله ﷺ: لو استلمت بعض هذه الآلهة لصدقناك؛ فنزل جبريل على النبي ﷺ بهذه السورة فيئسوا منه، وآذوه، وآذوا أصحابه.

## التسمية

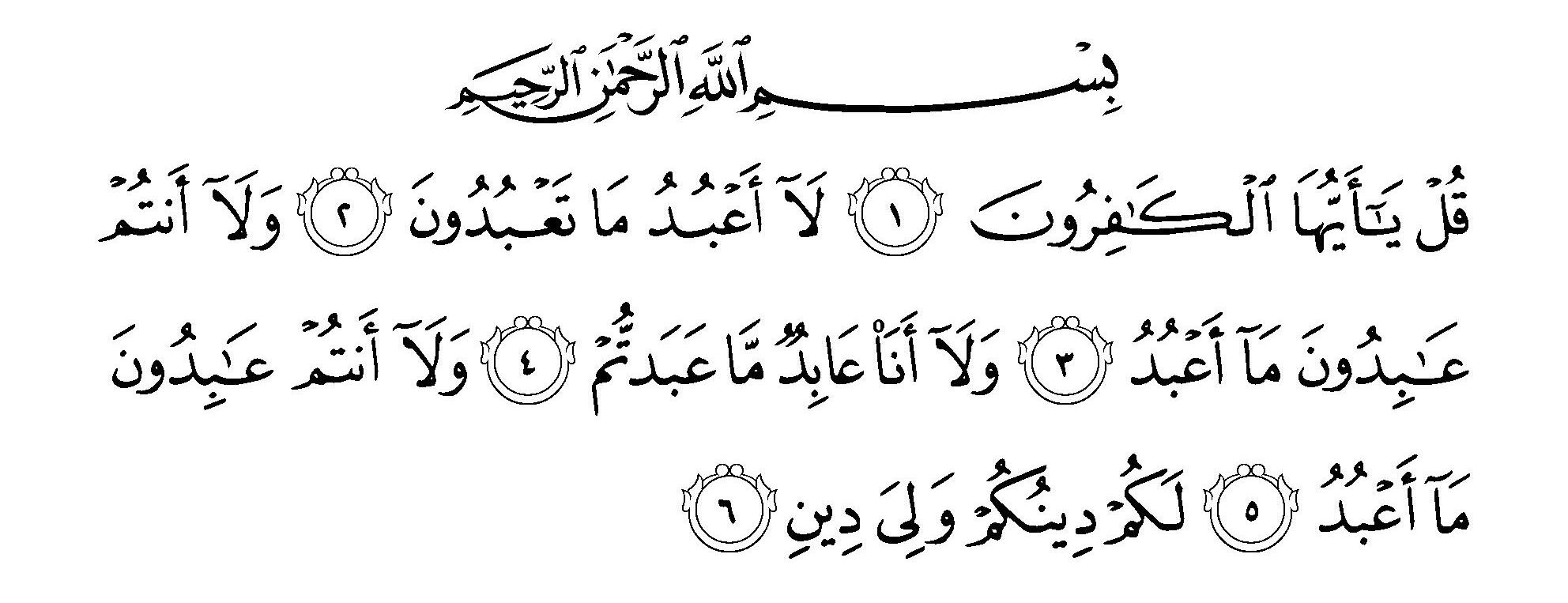
نص سورة الكافرون حسب الرسم العثماني من برنامج مصحف المدينة المنورة.

يُطلق العلماء على سور القرآن أسماء مختلفة، وهذه السورة من بين السور التي حصلت على العديد من الأسماء المختلفة. وأشهر أسمائها "الكافرون" وهو اسم السورة في المصحف العثماني. ومن الأسماء التي أطلقها العلماء على السورة:
- في المصاحف ومعظم التفاسير سُميت بـ "سورة الكافرون" بإضافة "سورة" إلى "الكافرون" وثبوت واو الرفع على حكاية لفظ القرآن الواقع في أولها. ووقع في الكشاف وتفسير ابن عطية وحرز الأماني بـ"سورة الكافرين" بياء الخفض في لفظ "الكافرين"، وعنونها البخاري في كتاب التفسير من صحيحه بسورة "قل يا أيها الكافرون".
- سورة المقشقشة؛ يقال: تقشقش المريض مما به أي أبلَّ وبرئ، ذكر الزمخشري في «الكشاف»: أنها وسورة الإخلاص تسميان المقشقشتين، أي المبرئتين من الشرك ومن النفاق. قَالَ أَبو عُبَيْدٍ: كَمَا يُقَشْقِشُ الهِنَاءُ الجرَبَ فيُبْرِئُه، وَقِيلَ: هُمَا: «قُلْ يَا أَيُّهَا الْكافِرُونَ، وقُلْ هُوَ اللهُ أَحَدٌ».[17] وقال ابن عاشور: «فيكون اسم المقشقشة مشتركًا بين أربع سور هذه -أي سورة الإخلاص- وسورة الناس وسورة براءة وسورة الكافرون».[18]
- تسمى أيضا سورة الإخلاص فيكون هذان الاسمان مشتركين بينها وبين سورة ﴿قُلْ هُوَ اللَّهُ أَحَدٌ ۝١﴾ [الإخلاص:1].[10]
- سورة العبادة: جاء في جمال القراء أنها تسمى سورة العبادة.[10]
- سورة الدين: جاء في بصائر ذوي التمييز للفيروزآبادي أنها تُسمى سورة الدين.[10]

## فضلها

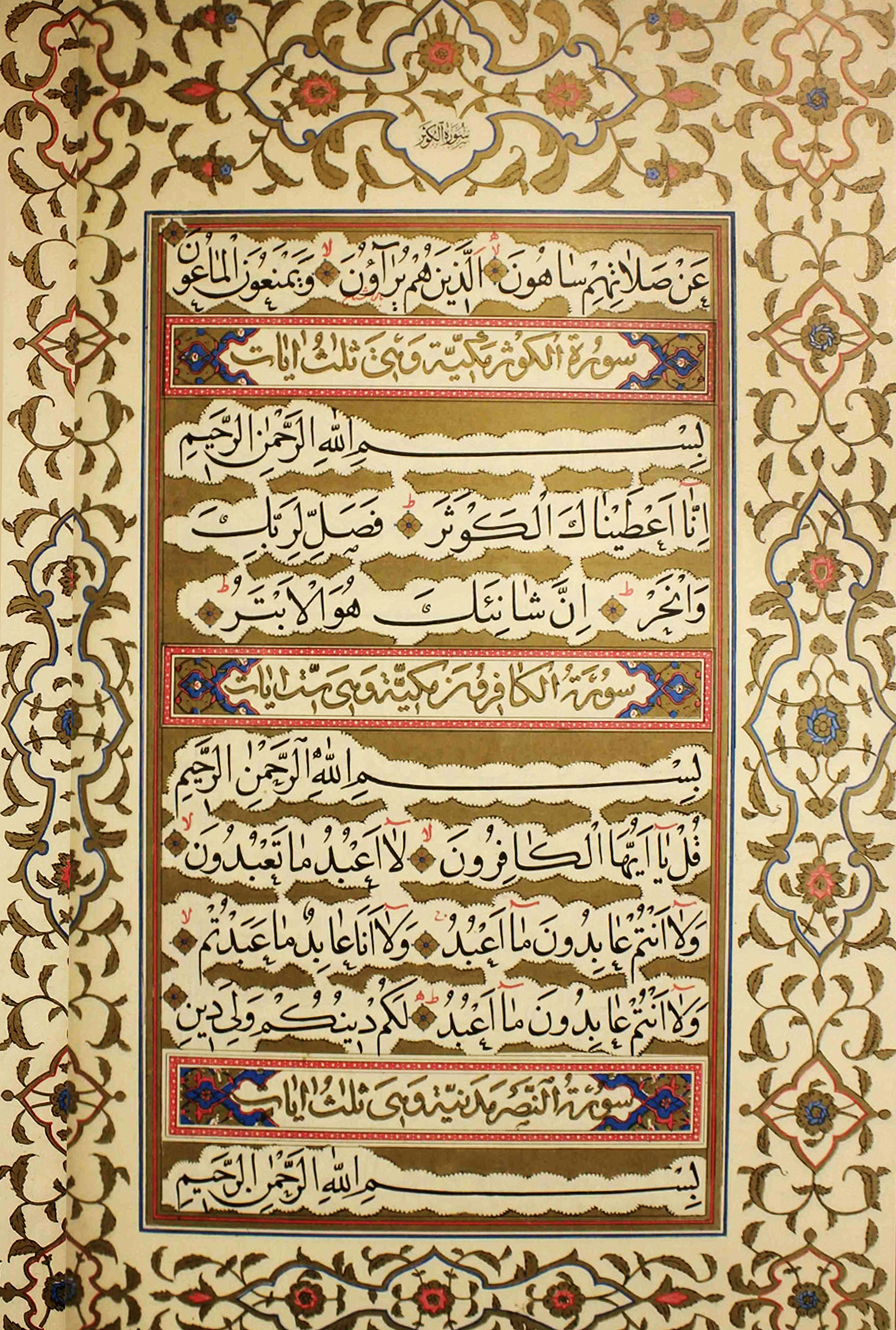
سورتا الكوثر والكافرون من مصحف يعود إلى نهاية عصر الدولة الصفوية سنة 1117 هـ.

وردت العديد من الأحاديث النبوية في فضل سورة الكافرون، واشتهر في الأحاديث أن قراءة هذه السورة براءة من الشرك، كان النبي يخصصها بالقراءة مع سورة الإخلاص في بعض السنن النوافل مثل ركعتي الطواف، وركعتي سنة الفجر، وركعتي سنة المغرب. كما أوصى النبي أحد الصحابة أن يقرأها إذا أوى إلى فراشه. فعن نوفل بن فروة الأشجعي، أن النبي ﷺ قال لنوفل: اقرأْ "قُلْ يَا أَيُّهَا الْكَافِرُونَ" في كل ليلة، ونَم عَلَى خاتِمَتِها؛ فإنها براءةٌ من الشركِ، أخرجه أصحاب السنن الثلاثة وابن حبان والحاكم وصححه ابن حجر العسقلاني، وأخرج أحمد، والطبراني في الأوسط عن الحارث بن جبلة، وقال الطبراني عن جبلة بن حارثة، وهو أخو زيد بن حارثة قال: قلت يا رسول الله علمني شيئًا أقوله عند منامي قال: إذا أخذت مضجعك من الليل فاقرأ قل يا أيها الكافرون حتى تمر بآخرها فإنها براءة من الشرك. وأخرج أبو يعلى، والطبراني عن ابن عباس قال: قال رسول الله ﷺ: ألا أدلكم على كلمة تنجيكم من الإشراك بالله تقرؤون قل يا أيها الكافرون عند منامكم. وأخرج أحمد، وابن الضريس، والبغوي، وحميد بن زنجويه في ترغيبه عن شيخ أدرك النبي قال: خرجت مع النبي ﷺ في سفر فمر برجل يقرأ قل يا أيها الكافرون فقال: أما هذا فقد برئ من الشرك، وإذا آخر يقرأ قل هو الله أحد فقال: بها وجبت له الجنة وفي رواية أما هذا فقد غفر له.
وردت الروايات عن النبي أن سورة الكافرون تعدل ربع القرآن، وقد وروى الترمذي عن ابن عباس قال: قال رسول الله ﷺ: قل هو الله أحد تعدل ثلث القرآن، وقل يا أيها الكافرون تعدل ربع القرآن. وعن ابن عمر قال: "صلى النبي ﷺ بأصحابه صلاة الفجر في سفر، فقرأ قل يا أيها الكافرون، وقل هو الله أحد، ثم قال: قرأت بكم ثلث القرآن وربعه". وفسر ذلك المباركفوري في تحفة الأحوذي شرح سنن الترمذي فقال: «لأن القرآن يشتمل على أحكام الشهادتين وأحوال النشأتين فهي لتضمنها البراءة من الشرك ربع».
وروى جبير بن مطعم أن النبي قال: "أتحب يا جبير إذا خرجت سفرًا أن تكون من أمثل أصحابك هيئة وأكثرهم زادا "؟ قلت: نعم. قال: "فاقرأ هذه السور الخمس من أول قل يا أيها الكافرون إلى قل أعوذ برب الناس وافتتح قراءتك ببسم الله الرحمن الرحيم". قال: فوالله لقد كنت غير كثير المال، إذا سافرت أكون أبذهم هيئةً، وأقلهم زادًا، فمذ قرأتهن صرت من أحسنهم هيئةً، وأكثرهم زادًا، حتى أرجع من سفري ذلك.
في صحيح مسلم من حديث جابر أن رسول الله ﷺ قرأ بهذه السورة، وبقل هو الله أحد في ركعتي الطواف. وفي صحيح مسلم أيضًا من حديث أبي هريرة أن رسول الله قرأ بهما في ركعتي الفجر. وأخرج أحمد، والترمذي وحسنه والنسائي، وابن ماجه، وابن حبان، وابن مردويه عن ابن عمر أن رسول الله ﷺ قرأ في الركعتين قبل الفجر والركعتين بعد المغرب بضعًا وعشرين مرة، أو بضع عشرة مرة قل يا أيها الكافرون وقل هو الله أحد. وأخرج أبو داود والنسائي وابن ماجه والدارقطني والحاكم والبيهقي عن أبي بن كعب قال: «كان رسول الله ﷺ ‌يوتر ‌بسبح ‌اسم ‌ربك ‌الأعلى، وقل يا أيها الكافرون، وقل هو الله أحد».
وأخرج ابن مردويه عن زيد بن أرقم قال: قال رسول الله: من لقي الله بسورتين فلا حساب عليه قل يا أيها الكافرون وقل هو الله أحد. وعن أبي مسعود الأنصاري قال: من قرأ قل يا أيها الكافرون وقل هو الله أحد في ليلة فقد أكثر وأطاب. وقال ابن عباس: "ليس في القرآن أشد غيظا لإبليس منها؛ لأنها توحيد وبراءة من الشرك". وقال الأصمعي: كان يقال لـ قل يأيها الكافرون، وقل هو الله أحد المقشقشتان؛ أي أنهما تبرئان من النفاق.

## مناسبة السورة

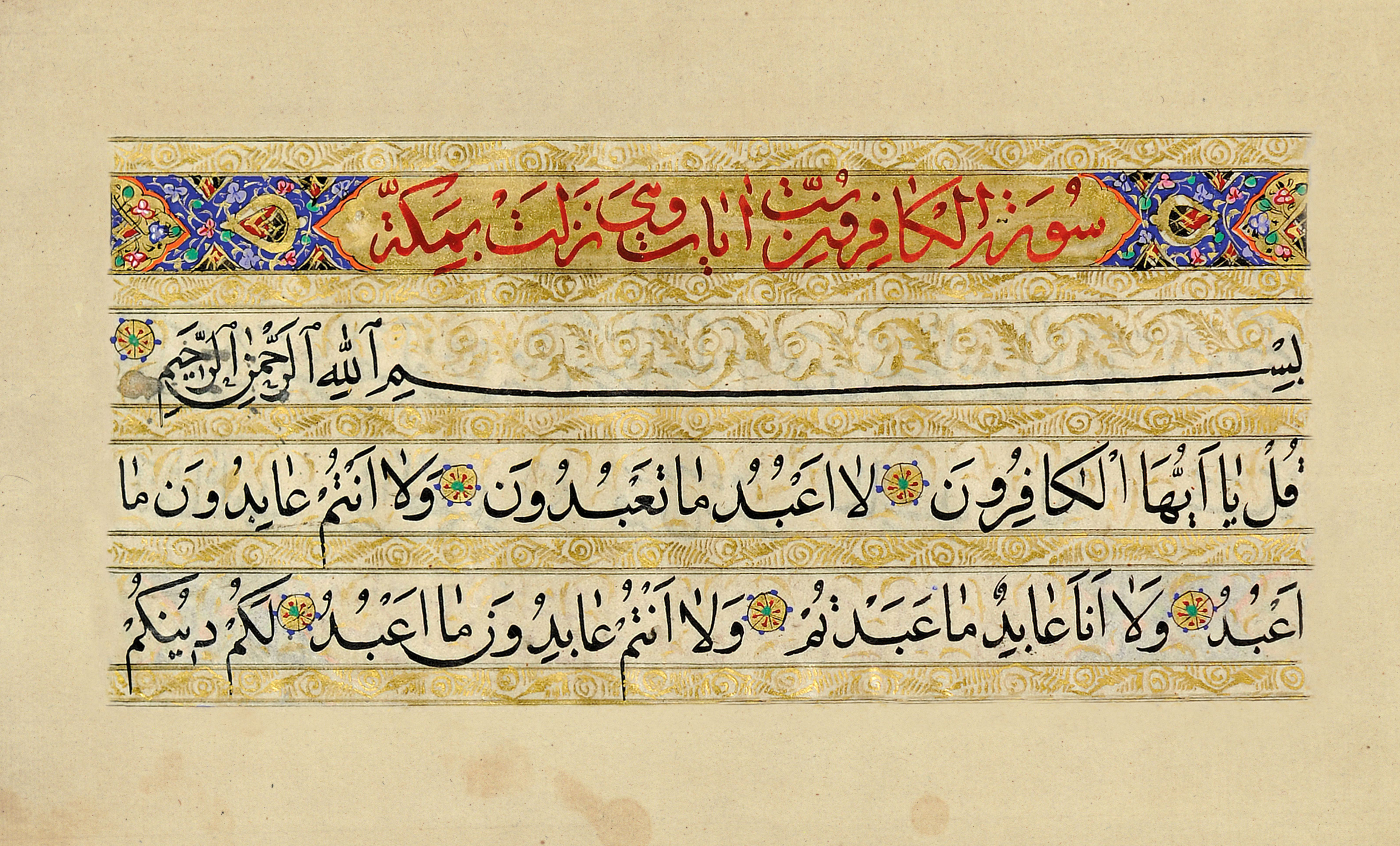
سورة الكافرون من مصحف يعود إلى عصر الدولة القاجارية. كُتب في عنوان السورة: "سورة الكافرون ست آيات نزلت بمكة".

### مناسبتها مع ما قبلها من السور
ذكر الفخر الرازي اتصال سورة الكافرون بالسور التي قبلها، ففي سورة الكوثر أمر الله رسوله بعبادته، والشكر له على نعمه الكثيرة، بإخلاص العبادة له، وفي هذه السورة التصريح بما أشير إليه فيما سلف. يقول الرازي: «وفي سورة الكوثر: إنا أعطيناك الكوثر وأتيت بالإيمان والأعمال الصالحات بمقتضى قولنا: فصل لربك وانحر بقي عليك التواصي بالحق والتواصي بالصبر، وذلك هو أن تمنعهم بلسانك وبرهانك عن عبادة غير الله، فقل: يا أيها الكافرون لا أعبد ما تعبدون.. كأنه تعالى يقول: يا محمد أنسيت أنني لما أخرت الوحي عليك مدة قليلة، قال الكافرون: إنه ودعه ربه وقلاه، فشق عليك ذلك غاية المشقة، حتى أنزلت عليك السورة، وأقسمت بالضحى والليل إذا سجى أنه ما ودعك ربك وما قلى فلما لم تستجز أن أتركك شهرا ولم يطب قلبك حتى ناديت في العالم بأنه ما ودعك ربك وما قلى أفتستجيز أن تتركني شهرا وتشتغل بعبادة آلهتهم فلما ناديت بنفي تلك التهمة، فناد أنت أيضا في العالم بنفي هذه التهمة وقل يا أيها الكافرون لا أعبد ما تعبدون.».

### مناسبتها مع سورة الإخلاص
ذكر السيوطي والفخر الرازي اتصال سورة الكافرون في المعنى مع سورة الإخلاص، لكون السورتين اشتملتا على التوحيد، لذا كان النبي يقرؤهما معًا في صلاة الفجر، وسنة الطواف، وسنة الضحى، وسنة المغرب، وصبح المسافر، ومغرب ليلة الجمعة. ففي سورة الكافرون نفى الله عبادة ما يعبدون، وفي سورة الإخلاص صرح الله بأنه هو المعبود الأحد، وأقام الدليل عليه بأنه صمد، لم يلد ولم يولد ولم يكن له كفوًا أحد، ولا يستحق العبادة إلا من كان كذلك، وليس في معبوداتهم ما هو كذلك. كذلك اشتركت السورتان في بعض الأسامي مثل المقشقشتين والمبرئتين، من حيث إن كل واحدة منهما تفيد براءة القلب عما سوى الله تعالى، يقول الفخر الرازي: «(قل ياأيها الكافرون) يفيد بلفظه البراءة عما سوى الله وملازمة الاشتغال بالله و(قل هو الله أحد) يفيد بلفظه الاشتغال بالله وملازمة الإعراض عن غير الله أو من حيث إن: (قل ياأيها الكافرون) تفيد براءة القلب عن سائر المعبودين سوى الله، و(قل هو الله أحد) تفيد براءة المعبود عن كل ما لا يليق به.».

## تفسير السورة

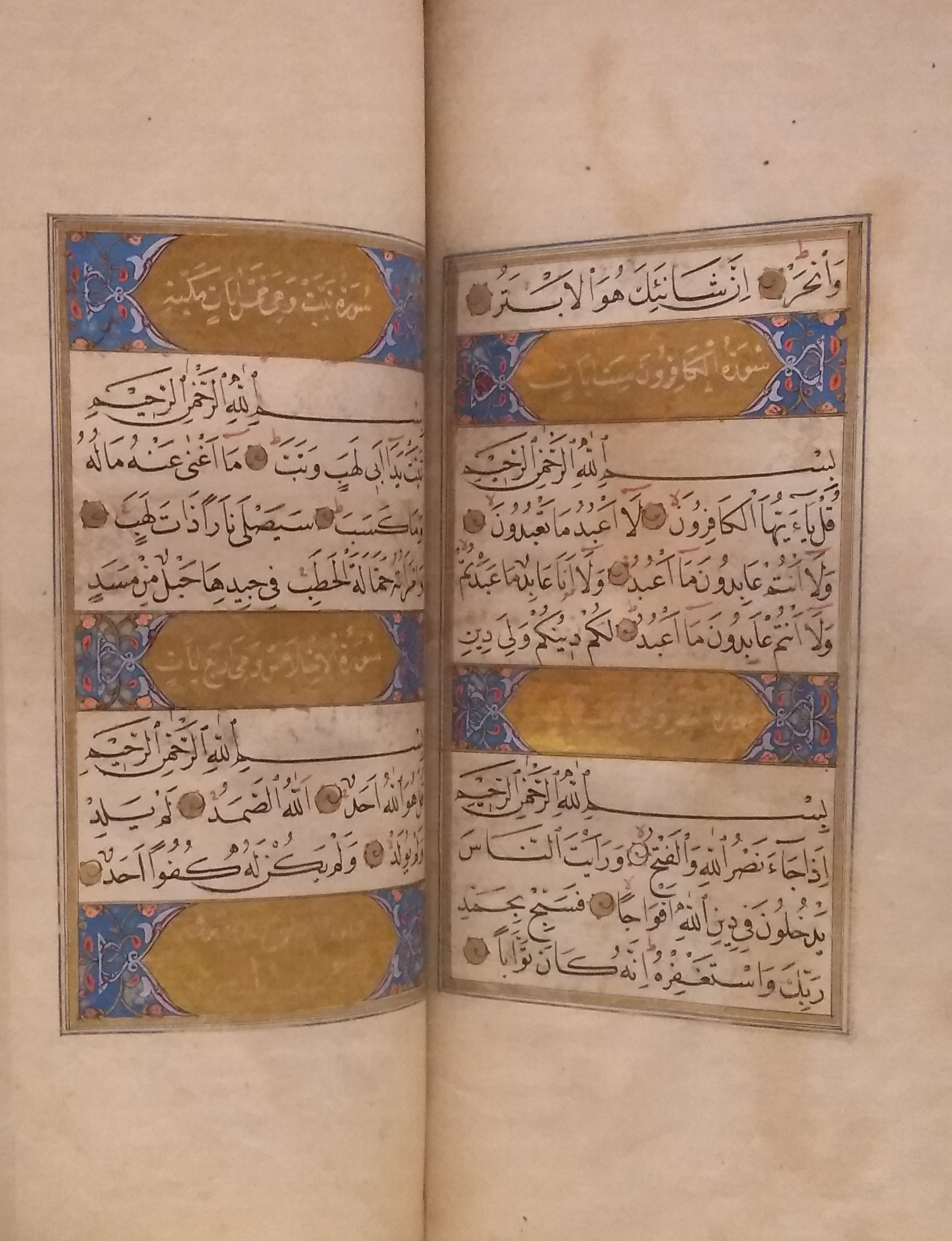
مخطوط لصفحتين من القرآن تشمل سور الكافرون والنصر والمسد والإخلاص مكتوبة باللون الأسود مع علامات التشكيل باللون الأحمر وفواصل الآيات المذهبة. كُتبت عناوين السور بخط الرقعة الأبيض على خلفية ذهبية.

تتحدث السورة عن البراءة من الكافرين ومما يعبدون، وفيها تأييس الكافرين من أن يوافقهم النبي في شيءٍ مما هم عليه من الكفر سواءٌ كان في الزمن الحالي وقت نزول السورة أو في الزمن المستقبلي، وفيها أن دين الإسلام لا يخالطه شيءٌ من الشرك. تحتوي السورة على أساليب النفي والجزم والتوكيد؛ لتنهي كل قول وتقطع كل مساومة وتفرق نهائيًا بين التوحيد والشرك، وتقيم المعالم واضحة، ولا تقبل المساومة والتأويل.

### الآية الأولى
﴿قُلْ يَا أَيُّهَا الْكَافِرُونَ ۝١﴾ [الكافرون:1]: افتتاحها بـ (قل) للاهتمام بما بعد القول بأنه كلام يراد إبلاغه إلى الناس بوجه خاص منصوص فيه على أنه مرسل بقول يبلغه، والسور المفتتحة بالأمر بالقول خمس سور: قل أوحي، وسورة الكافرون، وسورة الإخلاص، والمعوذتان، فالثلاث الأول لقول يبلغه، والمعوذتان لقول يقوله لتعويذ نفسه. والنداء (يا أيها الكافرون) موجه للأربعة الذين قالوا للنبي: فلنعبد ما تعبد وتعبد ما نعبد، كما في خبر سبب النزول. وابتدئ خطابهم بالنداء لإبلاغهم؛ لأن النداء يستدعي إقبال أذهانهم على ما سيلقى عليهم. ونودوا بوصف الكافرين تحقيرًا لهم وتأييدًا لوجه التبرؤ منهم، وإيذانًا بأنه لا يخشاهم إذا ناداهم بما يكرهون مما يثير غضبهم. قال القرطبي: «إن المعنى: قل للذين كفروا يا أيها الكافرون. أن يعتمدهم في ناديهم فيقول لهم: يا أيها الكافرون. وهم يغضبون من أن ينسبوا إلى الكفر.». قال ابن كثير: هذه السورة سورة البراءة من العمل الذي يعمله المشركون، وهي آمرة بالإخلاص فيه، فقوله: ﴿قُلْ يَا أَيُّهَا الْكَافِرُونَ ۝١﴾ [الكافرون:1] شمل كل كافر على وجه الأرض، ولكن المواجهين بهذا الخطاب هم كفار قريش.

### الآية الثانية والثالثة
﴿لَا أَعْبُدُ مَا تَعْبُدُونَ ۝٢ وَلَا أَنْتُمْ عَابِدُونَ مَا أَعْبُدُ ۝٣﴾ [الكافرون:2–3] أي قل لهم يا محمد لا أعبد ما تعبدون وما تشركون بالله، فأمر الله رسوله أن يقطع أطماع الكافرين في مساومتهم له في عقيدته للاختلاف التام بينه وبينهم في المعبود وفي طريقة العبادة. واختلف المفسرون، فقيل أن هاتين الآيتين تفيدان نفي العبادة في الحال، والآيتين الرابعة والخامسة تفيدان نفي العبادة في المستقبل، كما فسرها الطبري وغيره من المفسرين. بينما فسرها ابن عاشور أن النفي بلا النافية يفيد النفي في الحال والاستقبال جميعًا، فنفي عبادته آلهتهم في المستقبل، لأنهم عرضوا عليه أن يعبد آلهتهم بعد سنة مستقبلة. ولذلك جاء في جانب نفي عبادتهم لله بنفي اسم الفاعل الذي هو حقيقة في الحال بقوله: ولا أنتم عابدون، أي: ما أنتم بمغيرين إشراككم الآن لأنهم عرضوا عليه أن يبتدئوا هم فيعبدوا الرب الذي يعبده النبي سنة. قال ابن كثير: إنهم من جهلهم دعوا رسول الله ﷺ إلى عبادة أوثانهم سنة، ويعبدون معبوده سنة، فأنزل الله هذه السورة، وأمر رسوله ﷺ فيها أن يتبرأ من دينهم بالكلية، فقال: ﴿لَا أَعْبُدُ مَا تَعْبُدُونَ ۝٢﴾ يعني: من الأصنام والأنداد، ﴿وَلَا أَنْتُمْ عَابِدُونَ مَا أَعْبُدُ ۝٣﴾ [الكافرون:3] وهو الله وحده لا شريك له.

### الآية الرابعة والخامسة
﴿وَلَا أَنَا عَابِدٌ مَا عَبَدْتُمْ ۝٤ وَلَا أَنْتُمْ عَابِدُونَ مَا أَعْبُدُ ۝٥﴾ [الكافرون:4–5] اختلف المفسرون على قولين، الأول أنها تفيد نفي العبادة في المستقبل، قال الأخفش والفَرّاءُ: المَعْنى لا أعْبُدُ السّاعَةَ ما تَعْبُدُونَ، ولا أنْتُمْ عابِدُونَ السّاعَةَ ما أعْبُدُ، ولا أنا عابِدٌ في المُسْتَقْبَلِ ما عَبَدْتُمْ، ولا أنْتُمْ عابِدُونَ في المُسْتَقْبَلِ ما أعْبُدُ. وقال أبو إسحاق الزجاج: «نَفى رَسُولُ اللَّهِ ﷺ بِهَذِهِ السُّورَةِ عِبادَةَ آلِهَتِهِمْ عَنْ نَفْسِهِ في الحالِ وفِيما يُسْتَقْبَلُ، ونَفى عَنْهم عِبادَةَ اللَّهِ في الحالِ وفِيما يُسْتَقْبَلُ». وقال الطبري: «يقول تعالى ذكره لنبيه محمد ﷺ، وكان المشركون من قومه فيما ذكر عرضوا عليه أن يعبدوا الله سنة، على أن يعبد نبي الله صلى الله عليه وسلم آلهتهم سنة، فأنزل الله مُعَرِّفَهُ جوابَهم في ذلك: (قل) يا محمد لهؤلاء المشركين الذين سألوك عبادة آلهتهم سنة، على أن يعبدوا إلهك سنة (يَا أَيُّهَا الْكَافِرُونَ) بالله ﴿لَا أَعْبُدُ مَا تَعْبُدُونَ ۝٢﴾ من الآلهة والأوثان الآن ﴿وَلَا أَنْتُمْ عَابِدُونَ مَا أَعْبُدُ ۝٣﴾ [الكافرون:3] الآن، (وَلَا أَنَا عَابِدٌ) فيما أستقبل، (ما عبدتم) فيما مضى (ولا أنتم عابدون) فيما تستقبلون أبدا (ما أعبد) أنا الآن، وفيما أستقبل. وإنما قيل ذلك كذلك؛ لأن الخطاب من الله كان لرسول الله ﷺ في أشخاص بأعيانهم من المشركين، قد علم أنهم لا يؤمنون أبدًا، وسبق لهم ذلك في السابق من علمه، فأمر نبيه ﷺ أن يؤيسهم من الذي طمعوا فيه، وحدثوا به أنفسهم، وأن ذلك غير كائن منه ولا منهم، في وقت من الأوقات، وآيس نبي الله ﷺ من الطمع في إيمانهم، ومن أن يفلحوا أبدًا، فكانوا كذلك لم يفلحوا ولم ينجحوا، إلى أن قتل بعضهم يوم بدر بالسيف، وهلك بعضهم قبل ذلك كافرًا.»

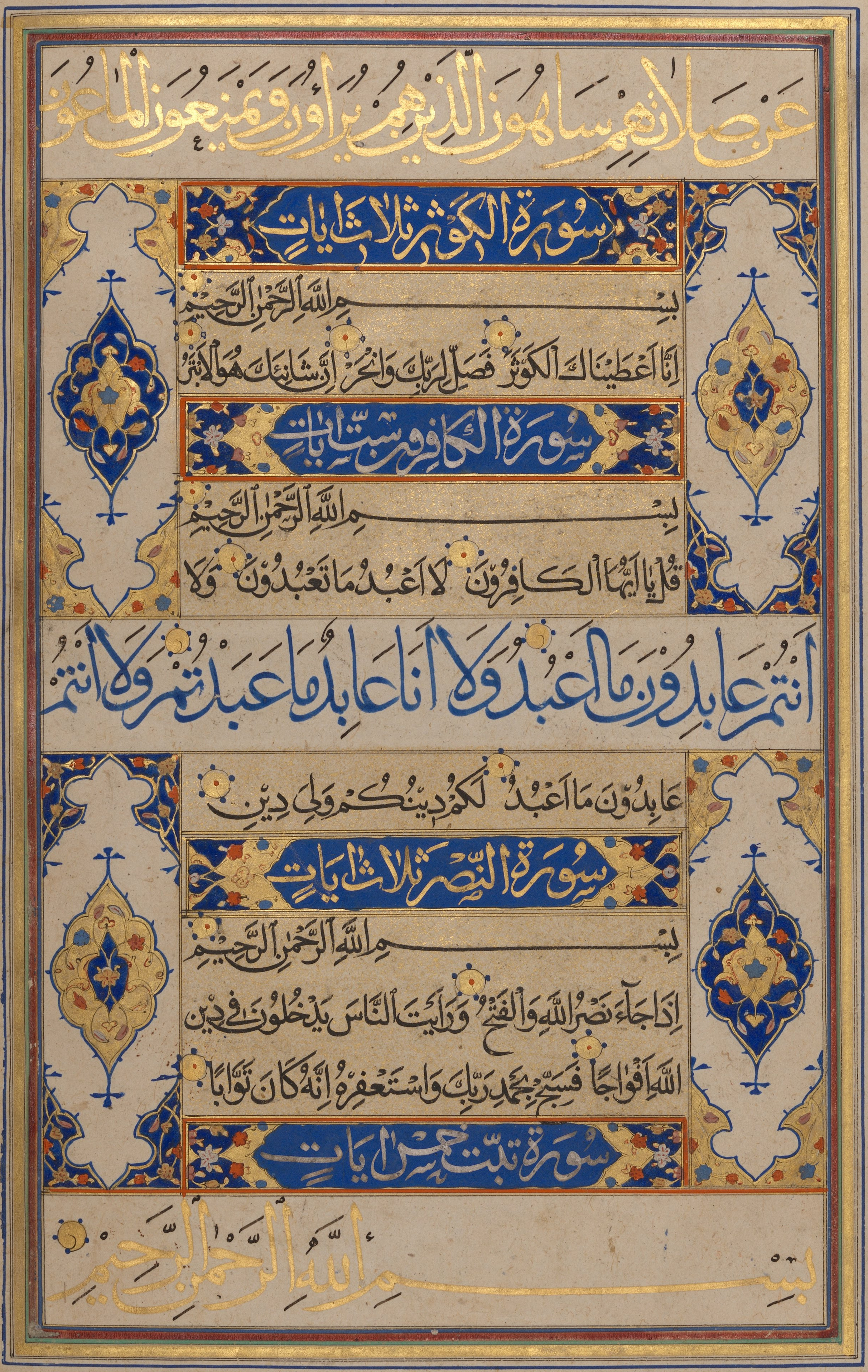
سورة الكافرون من نسخة للقرآن الكريم وُجدت في إيران، تعود إلى سنة 1574-75م (982 هـ). محفوظة في مكتبة تشيستر بيتي.

والقول الثاني أنه تكرارٌ للمعني وهو من أساليب التوكيد، للتأكيد في قطع أطماعهم؛ قال القرطبي: كما تقول: والله لا أفعل كذا، ثم والله لا أفعله. قال أكثر أهل المعاني: نزل القرآن بلسان العرب، ومن مذاهبهم التكرار إرادة التأكيد والإفهام، كما أن من مذاهبهم الاختصار إرادة التخفيف والإيجاز؛ لأن خروج الخطيب والمتكلم من شيء إلى شيء أولى من اقتصاره في المقام على شيء واحد؛ قال الله تعالى: ﴿فَبِأَيِّ آلَاءِ رَبِّكُمَا تُكَذِّبَانِ ۝١٣﴾ [الرحمن:13]. ﴿وَيْلٌ يَوْمَئِذٍ لِلْمُكَذِّبِينَ ۝١٥﴾ [المرسلات:15]. ﴿كَلَّا سَيَعْلَمُونَ ۝٤ ثُمَّ كَلَّا سَيَعْلَمُونَ ۝٥﴾ [النبأ:4–5]. ﴿فَإِنَّ مَعَ الْعُسْرِ يُسْرًا ۝٥ إِنَّ مَعَ الْعُسْرِ يُسْرًا ۝٦﴾ [الشرح:5–6]. كل هذا على التأكيد.. ومثله كثير. وقيل: هذا على مطابقة قولهم: تعبد آلهتنا ونعبد إلهك، ثم نعبد آلهتنا ونعبد إلهك، ثم تعبد آلهتنا ونعبد إلهك فنجري على هذا أبدًا سنة وسنة. فأجيبوا عن كل ما قالوه بضده؛ أي إن هذا لا يكون أبدًا.

### الآية السادسة
﴿لَكُمْ دِينُكُمْ وَلِيَ دِينِ ۝٦﴾ [الكافرون:6] لكم دينكم فلا تتركونه أبدًا؛ لأنه قد ختم عليكم، وقضي أن لا تنفكوا عنه، وأنكم تموتون عليه، ولي ديني الذي أنا عليه، لا أتركه أبدًا؛ لأنه قد مضى في سابق علم الله أني لا أنتقل عنه إلى غيره. ومن معناها أنها فيها معنى التهديد؛ وهو كقوله تعالى: ﴿لَنَا أَعْمَالُنَا وَلَكُمْ أَعْمَالُكُمْ﴾ أي إن رضيتم بدينكم، فقد رضينا بديننا. ومعنى لكم دينكم أي جزاء دينكم، ولي جزاء ديني. وقيل: المعنى لكم جزاؤكم ولي جزائي؛ لأن الدين في اللغة هو الجزاء. قال ابن عباس: لكم كفركم بالله ولي التوحيد والإخلاص له.

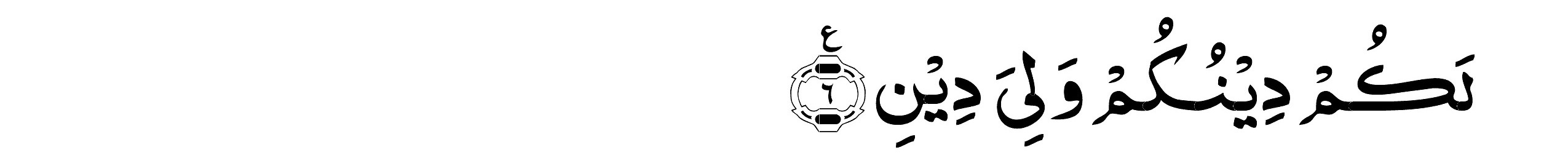
الآية السادسة والآخيرة من سورة الكافرون.

استدل الإمام الشافعي وغيره بهذه الآية على أن الكفر كله ملة واحدة، وأن الأديان - ما عدا الإسلام - كلها كالشيء الواحد في البطلان، قال ابن كثير الدمشقي: «وقد استدل الإمام أبو عبد الله الشافعي وغيره بهذه الآية الكريمة: ﴿لَكُمْ دِينُكُمْ وَلِيَ دِينِ ۝٦﴾ [الكافرون:6] على أن الكفر كله ملة واحدة تورثه اليهود من النصارى، وبالعكس؛ إذا كان بينهما نسب أو سبب يتوارث به؛ لأن الأديان - ما عدا الإسلام - كلها كالشيء الواحد في البطلان. وذهب أحمد بن حنبل ومن وافقه إلى عدم توريث النصارى من اليهود وبالعكس.».
تُستخدم الآية في أمثال عامة الناس للدلالة على المتاركة والاختلاف، وقد كره بعض العلماء استخدام آيات القرآن في أمثال عامة الناس، فقال الفخر الرازي: «جرت عادة الناس بأن يتمثلوا بهذه الآية عند المتاركة وذلك غير جائز؛ لأنه تعالى ما أنزل القرآن ليتمثل به، بل ليتدبر فيه ثم يعمل بموجبه» بينما رد على قوله محمد الطاهر بن عاشور قائلًا: «وهذا كلام غير محرر؛ لأن التمثل به لا ينافي العمل بموجبه، وما التمثل به إلا من تمام بلاغته واستعداد للعمل به. وهذا المقدار من التفسير تركه الفخر في المسودة.».

ذكر بعض المفسرين أن هذه الآية منسوخة بآية السيف، ونفى غالب المفسرين ذلك لأنها جملة خبرية تقريرية كقوله تعالى: ﴿لَنَا أَعْمَالُنَا وَلَكُمْ أَعْمَالُكُمْ﴾، قال الشوكاني: «قِيلَ وهَذِهِ الآيَةُ مَنسُوخَةٌ بِآيَةِ السَّيْفِ، وقِيلَ لَيْسَتْ بِمَنسُوخَةٍ، لِأنَّها أخْبارٌ والأخْبارُ لا يَدْخُلُها النَّسْخُ.». وقال أبو جعفر النحاس:
| سورة الكافرون | لم يجد فيهنّ ناسخًا ولا منسوخًا، وإذا تدبّرت ذلك وجدت أكثرهنّ وأكثر ما ليس فيه ناسخٌ ولا منسوخٌ إنّما هو فيما لا يجوز أن يقع فيه نسخٌ لأنّه لا يجوز أن يقع نسخٌ في توحيد اللّه عزّ وجلّ، ولا في أسمائه، ولا في صفاته، والعلماء يقولون: ولا في إخباره، ومعناه: ولا في إخباره بما كان وما يكون والحكمة في هذا: أنّ النّسخ إنّما يكون في أحكام الشّرائع من الصّلاة، والصّيام، والحظر، والإباحة. | سورة الكافرون |

## إعراب السورة
| ﴿قُلۡ يَـٰۤأَيُّهَا ٱلۡكَـٰفِرُونَ ۝١﴾      | «قُلۡ»: فعل أمر مبني على السّكون، والفاعل ضمير مستتر تقديره أنت، والجملة ابتدائية لا محل لها. «يا» حرف نداء، «أي» منادى نكرة مقصودة، «ها» للتنبيه، «الكافرون» صفة أو بدل مرفوع وعلامة رفعة الضمة، والجملة في محل نصب مقول القول. |
| ﴿لَاۤ أَعۡبُدُ مَا تَعۡبُدُونَ ۝٢﴾       | لا نافية، أَعۡبُدُ: فعل مضارع مرفوع بالضمة، وفاعله ضمير مستتر تقديره أنا، وجملة (لا أعبد) في محل نصب حال من فاعل (قل) المستتر، مَا: اسم موصول بمعنى الذي في محل نصب مفعول به، تَعۡبُدُونَ: فعل مضارع مرفوع بثبوت النون، والواو فاعل، وجملة (تعبدون) صلة الموصول لا محل لها من الإعراب. |
| ﴿وَلَاۤ أَنتُمۡ عَـٰبِدُونَ مَاۤ أَعۡبُدُ ۝٣﴾ | «ولا» الواو حرف عطف، «لا» نافية، «أنتم» ضمير مبني في محل رفع مبتدأ، «عابدون» خبر مرفوع بالواو، وجملة (ولا أنتم عابدون) معطوفة على ما قبلها فهي في محل نصب حال مثلها، «ما» اسم موصول بمعنى الذي في محل نصب مفعول به لاسم الفاعل (عابدون)، «أعبد» فعل مضارع مرفوع بالضمة، فاعله مستتر، وجملة (أعبد) صلة الموصول (ما) لا محل لها من الإعراب. |
| ﴿وَلَاۤ أَنَا۠ عَابِدࣱ مَّا عَبَدتُّمۡ ۝٤﴾   | «ولا» الواو حرف عطف، «لا» نافية، «أنا» ضمير مبني في محل رفع مبتدأ، «عابد» خبر مرفوع بالضمة، وجملة (ولا أنا عابد) معطوفة على ما قبلها فهي في محل نصب حال مثلها «ما» اسم موصول بمعنى الذي في محل نصب مفعول به لاسم الفاعل (عابد)، «عبدتم» فعل ماض مبني على السكون لاتصاله بضمير الرفع، والتاء: ضمير متصل مبني على الضم في محل رفع فاعل، والميم: حرف مبني على السكون للدلالة على جمع الذكور لا محل له من الإعراب، وجملة "عبدتم" صلة موصول لا محل لها من الإعراب، والعائد محذوف تقديره: عبدتموه. |
| ﴿وَلَاۤ أَنتُمۡ عَـٰبِدُونَ مَاۤ أَعۡبُدُ ۝٥﴾ | نفس إعراب الآية الثالثة |
| ﴿لَكُمۡ دِينُكُمۡ وَلِیَ دِينِ ۝٦﴾       | «لكم دينكم» اللام حرف جر، والكاف ضمير مبني في محل جر، لكم في محل رفع خبر مقدم، ودينكم مبتدأ مؤخر مرفوع بالضمة، والكاف ضمير مبني في محل جر مضاف إليه، والجملة الاسمية مستأنفة لا محل لها، «ولي دين» الواو حرف عطف، واللام حرف جر، والياء ضمير مبني في محل جر، و«لي» في محل رفع خبر مقدم، ودين: مبتدأ مؤخر مرفوع بالضمة، والياء المحذوفة في (دين) في محل جر مضاف إليه فإن أصل الكلمة (ديني) كما سبق، وجملة (ولي دين) معطوفة على (لكم دينكم) لا محل لها من الإعراب مثلها.                       |

### معلومات المراجع المُفصَّلة
- الخطيب الشربيني (1868)، السراج المنير في الإعانة على معرفة بعض معاني كلام ربنا الحكيم الخبير، القاهرة: الهيئة العامة لشؤون المطابع الأميرية، OCLC:236016840، QID:Q115641715
- القرطبي (1935)، الجامع لأحكام القرآن، والمبين لما تضمنه من السنة وآي الفرقان: تفسير القرطبي، القاهرة: دار الكتب والوثائق القومية، OCLC:17965928، QID:Q115683910{{استشهاد}}:  صيانة الاستشهاد: ref duplicates default (link)
- ابن حجر العسقلاني (1959)، فتح الباري بشرح صحيح البخاري، تحقيق: محب الدين الخطيب، بيروت: دار المعرفة للطباعة والنشر، QID:Q116945634
- التفسير الوسيط للقرآن الكريم (ط. 1)، القاهرة: مجمع البحوث الإسلامية بالأزهر، 1973، OCLC:977913344، QID:Q117720372
- جلال الدين السيوطي (1978)، تناسق الدرر في تناسب السور: أسرار ترتيب القرآن، تحقيق: عبد القادر عطا (ط. 2)، القاهرة: دار الاعتصام، OCLC:4770960033، QID:Q115732199
- عبد الفتاح القاضي (1981)، البدور الزاهرة في القراءات العشر المتواترة (ط. 1)، بيروت: دار الكتاب العربي، OCLC:457123342، QID:Q115641917
- محمد الطاهر بن عاشور (1984)، التحرير والتنوير من التفسير، تونس: الدار التونسية للنشر، OCLC:11603545، QID:Q115641984
- أبو جعفر النحاس (1985)، إعراب القرآن، تحقيق: زهير غازي زاهد (ط. 2)، بيروت: عالم الكتب، مكتبة النهضة العربية، OCLC:570941412، QID:Q115782668
- عبد الرحمن المباركفوري (1990)، تحفة الأحوذي (دار الكتب العلمية، 1990) (ط. 1)، بيروت: دار الكتب العلمية، OCLC:49950810، QID:Q117836285
- محي الدين درويش (1992)، إعراب القرآن الكريم وبيانه (ط. 3)، دمشق، حمص: اليمامة للطباعة والنشر والتوزيع، دار ابن كثير، دار الإرشاد للشؤون الجامعية، OCLC:4771426697، QID:Q115640897
- ابن خالويه (1992)، إعراب القراءات السبع وعللها، تحقيق: عبد الرحمن العثيمين (ط. 1)، الرياض: مكتبة الخانجي، OCLC:28518424، QID:Q118645669{{استشهاد}}:  صيانة الاستشهاد: ref duplicates default (link)
- أبو عمرو الداني (1994)، البيان في عد آي القرآن، تحقيق: غانم قدوري الحمد (ط. 1)، الكويت: مركز المخطوطات والتراث والوثائق، OCLC:32312189، QID:Q115651867
- ابن عادل الحنبلي (1998)، اللباب في علوم الكتاب، تحقيق: عادل أحمد عبد الموجود، علي محمد معوض (ط. 1)، بيروت: دار الكتب العلمية، OCLC:714395326، QID:Q115730072
- ابن كثير الدمشقي (1998)، تفسير القرآن العظيم: تفسير ابن كثير، تحقيق: محمد حسين شمس الدين (ط. 1)، بيروت: دار الكتب العلمية، OCLC:914363003، QID:Q115701544
- فخر الدين الرازي (2000)، مفاتيح الغيب: تفسير فخر الدين الرازي (ط. 3)، بيروت: دار إحياء التراث العربي، OCLC:1158766639، QID:Q115730115
- ابن عطية الأندلسي (2001)، المحرر الوجيز في تفسير الكتاب العزيز، بيروت: دار الكتب العلمية، OCLC:1306044211، QID:Q116984845
- محمد بن جرير الطبري (2001)، جامع البيان عن تأويل آي القرآن: تفسير الطبري، تحقيق: عبد الله بن عبد المحسن التركي (ط. 1)، القاهرة: هجر للطباعة والنشر والتوزيع والإعلان، OCLC:1103746918، QID:Q97221368
- أحمد الدعاس؛ أحمد حميدان؛ إسماعيل القاسم (2004)، إعراب القرآن الكريم (ط. 1)، دمشق، بيروت: دار النمير، دار الفارابي، OCLC:957327916، QID:Q115640158
- جلال الدين السيوطي (2006). لباب النقول في أسباب النزول (PDF). بيروت: دار الكتاب العربي. ISBN:9953-27-134-8. OCLC:1053839290. QID:Q116996141.
- محمد حسين سلامة (2006). إعراب جزء عم: إعراب وتفسير وبلاغة وأسباب النزول (ط. 1). القاهرة: دار الآفاق العربية. ISBN:977-344-102-4. OCLC:587740694. QID:Q115683765.
- محمد بن علي الشوكاني (2007). فَتحُ القَدِير: الجامِع بَين فَنَّيِ الرواية والدِّراية مِن عِلمِ التفسير. مراجعة: يوسف الغوش (ط. 4). بيروت: دار المعرفة للطباعة والنشر. ISBN:9953-420-75-0. QID:Q117717783.
- أبو جعفر النحاس (2009). الناسخ والمنسوخ. تحقيق: سليمان بن إبراهيم بن عبد الله اللاحم (ط. 1). الرياض: دار العاصمة. ISBN:978-9960-692-94-4. OCLC:556002615. OL:25176285M. QID:Q118146494.
- محمد بن عبد الرحمن الشايع (2011). أسماء سور القرآن الكريم. البحوث العلمية المحكمة (19) (ط. 1). الرياض. ISBN:978-603-8055-27-4. OL:25317555M. QID:Q115615370.{{استشهاد بكتاب}}:  صيانة الاستشهاد: مكان بدون ناشر (link)

## وصلات خارجية
- "2241 - من فضائل سورة الإخلاص". الإسلام سؤال وجواب. 22 نوفمبر 2000. مؤرشف من الأصل في 2023-04-17. اطلع عليه بتاريخ 2022-10-31.
- "56952 - السورة التي تسمى المقشقشة، إسلام ويب". 16 ديسمبر 2004. مؤرشف من الأصل في 2023-04-17. اطلع عليه بتاريخ 2022-11-28.
- "246202 - آخر ما يُقال قبل النوم". الإسلام سؤال وجواب. مؤرشف من الأصل في 2023-04-17. اطلع عليه بتاريخ 2023-03-10.